# Assebroek
Assebrouck ou Assebroek est une section de la ville belge de Bruges située en Région flamande dans la province de Flandre-Occidentale. C'était une commune à part entière avant la fusion des communes de 1971.

## Histoire
Par des artéfacts déterrés près de l'hôpital Saint-Luc (et conservés dans le musée Gruuthuse à Bruges) on suppose que la région autour du Leitje était déjà habitée au Néolithique.
Vu du ciel, on aperçoit dans les Meersen un complexe d'environ 300 m de canaux et de remparts du Ve siècle à l'endroit où les seigneurs d'Assebroek bâtirent plus tard leur château.
Probablement vers le XIIe siècle, un seigneur appelé Boudoin d’Assebroek a acquis son domaine – limité par Oostkamp, Oedelem, la rue Michel van Hamme, l'avenue Astrid et Lorreinendreef – à l'exception de Sijsele.
Le domaine d’Assebroek ne comprenait que quelques maisonnettes et un moulin le long du vieux chemin vers Gand. Sous l'influence des seigneurs d’Assebroek, furent bâtis une église paroissiale et le couvent de Engelendale.
Actuellement Assebroek contient six paroisses : Immaculata (Ver-Assebroek), Assumpta, Sainte-Lutgarde, Sainte-Catherine, Saint-Christophe, et le Sacré-Cœur (Steenbrugge).

## Étymologie
Depuis le XXe siècle, on mentionne le nom Assebroek ; avant cela, on parlait de Ars(e)brouc.
Ars(e)brouc signifiait probablement pré humide aux chevaux. En ancien néerlandais, Arse ou ors signifie cheval et brouc veut dire marais.
Il est frappant qu'au cours du Moyen Âge, les Meersen étaient entourés par de nombreuses auberges qui portaient des noms de chevaux ; de celles-ci il ne subsistent que les ruines du Cheval volant à Oedelem.
Selon d'autres sources le mot arse se référerait aux frênes et dès lors Assebroek signifierait « marais entouré par des frênes. »

## Géographie
Assebroek se trouve dans une plaine de sable au sud-est de Bruges. Exemple typique de paysage de polder, le territoire appelé Assebroekse Meersen contient des pelouses séparées par des saules fréquemment inondés en hiver.
Le marais Assebroekse Meersen a surgi comme prolongation de la Vallée flamande caractérisée par des sédiments de sable, d’argile et de tourbe datant de l'holocène. En dessous de la tourbe se trouve une couche d'environ 30 cm de Chaux de marais du début de l'holocène. Il y a 10 000 ans, cette région était donc un véritable marais.

## Démographie

### Évolution démographique
- Sources : INS, Rem. : 1831 jusqu'en 1970 = recensements[2].

## Curiosités
- Église de Ver-Assebroek (Onze-Lieve-Vrouw-Onbevlekt-Ontvangenkerk) (nl) avec orgue (place du prêtre Verhaeghe)
- Espace vert 420 ha "Assebroekse Meersen" avec cercles concentriques (allée de l’Église)
- Centre du village du XIXe siècle (avenue du Général Leman)
- Le cimetière brugeois – entre autres la tombe de Guido Gezelle (Kerkhofblommenstraat)
- Bergjesbos (Allée d'Orme)
- L'ancienne auberge "Le Lis" (rue du Pré)
- Ferme "Les Sept Tourelles" (Canada ring)
- La vieille grange "Het Leenhof" (avenue de l'Église)
- Le domaine de couvent "Engelendale" (avenue Astrid)
- La ferme d'abbaye "Saint Trudo" (rue Saint Trudo)
- Espace vert 40 ha "Gemene Weidebeek" (chemin du Pré Commun)

## Assebroek, le lieu de pèlerinage
Chaque année, des milliers de pèlerins honorent la figurine miraculeuse de la Sainte-Vierge à Ver-Assebroek. Selon la légende (représentée par les vitraux dans l'église) cette figurine en marbre a flotté quand les Gueux de la mer l'ont jeté dans la mer. Certains consultent au même temps les Pères de Steenbrugge.

## Assebroek, commune de la bière
Au cours du Moyen Âge, on levait des taxes considérables sur la bière dans l'enceinte de Bruges. Ainsi les buitendrinkers (en néerlandais littéralement les "buveurs-dehors") trouvaient la route vers les auberges nombreuses à Assebroek où – si nécessaire – on pouvait dégriser jusqu'au lendemain quand les portes de la ville s’ouvraient.
Beaucoup de bières doivent leur nom à ce lieu (Steenbrugge Blonde, Steenbrugge Double Brune, Steenbrugge Triple et Steenbrugge Blanche) ou étaient y brassées par brasserie De Regenboog (aujourd'hui déménagée à Mater).

## Personnalités liées
- Jean-Baptiste Van Cutsem (1807-1859), magistrat et député belge y est né.
- André Vlaanderen, dessinateur hollandais, y est décédé en 1955.

## Galerie

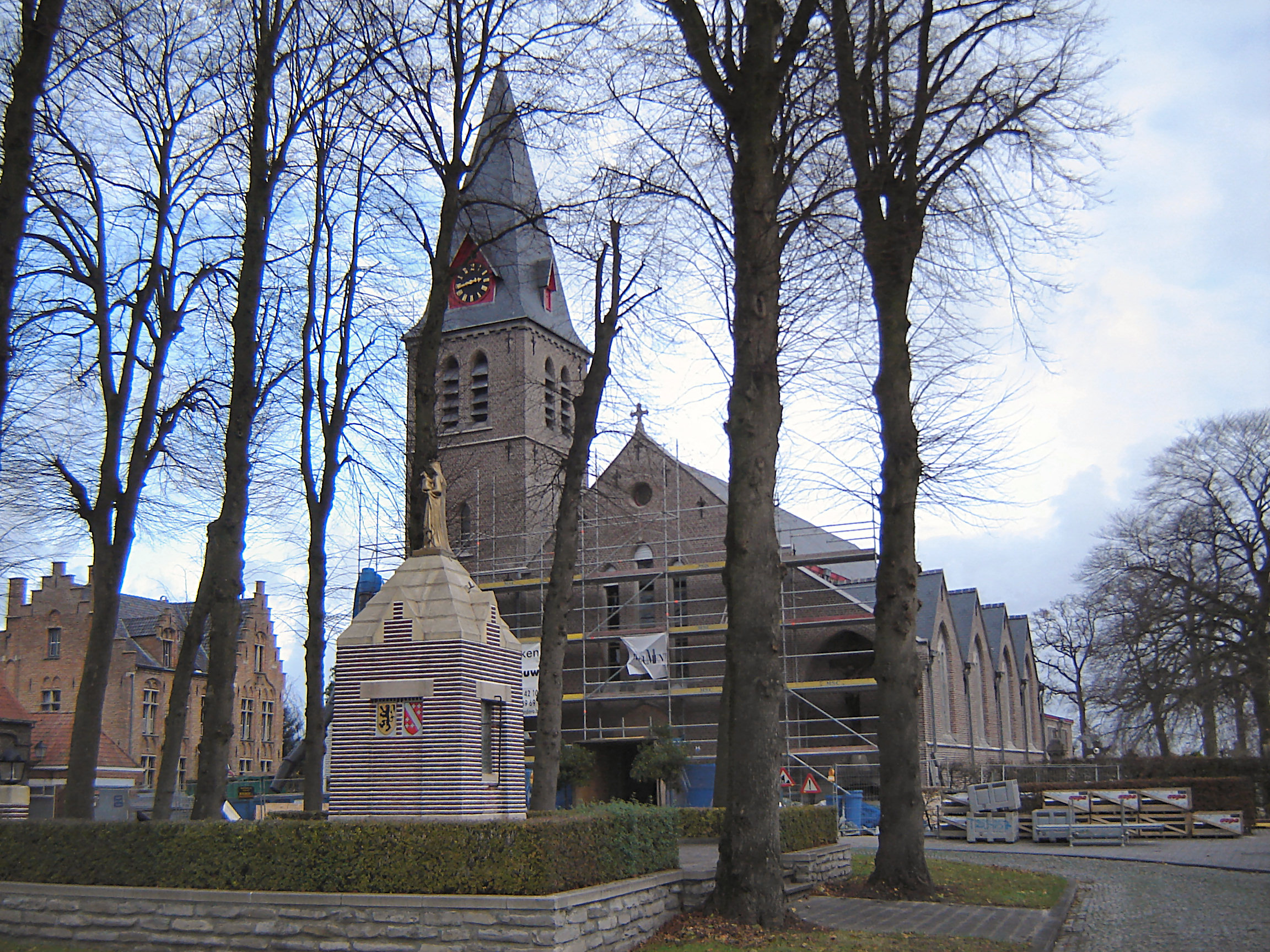
O.-L.-V.-Onbevlekt- Ontvangenkerk
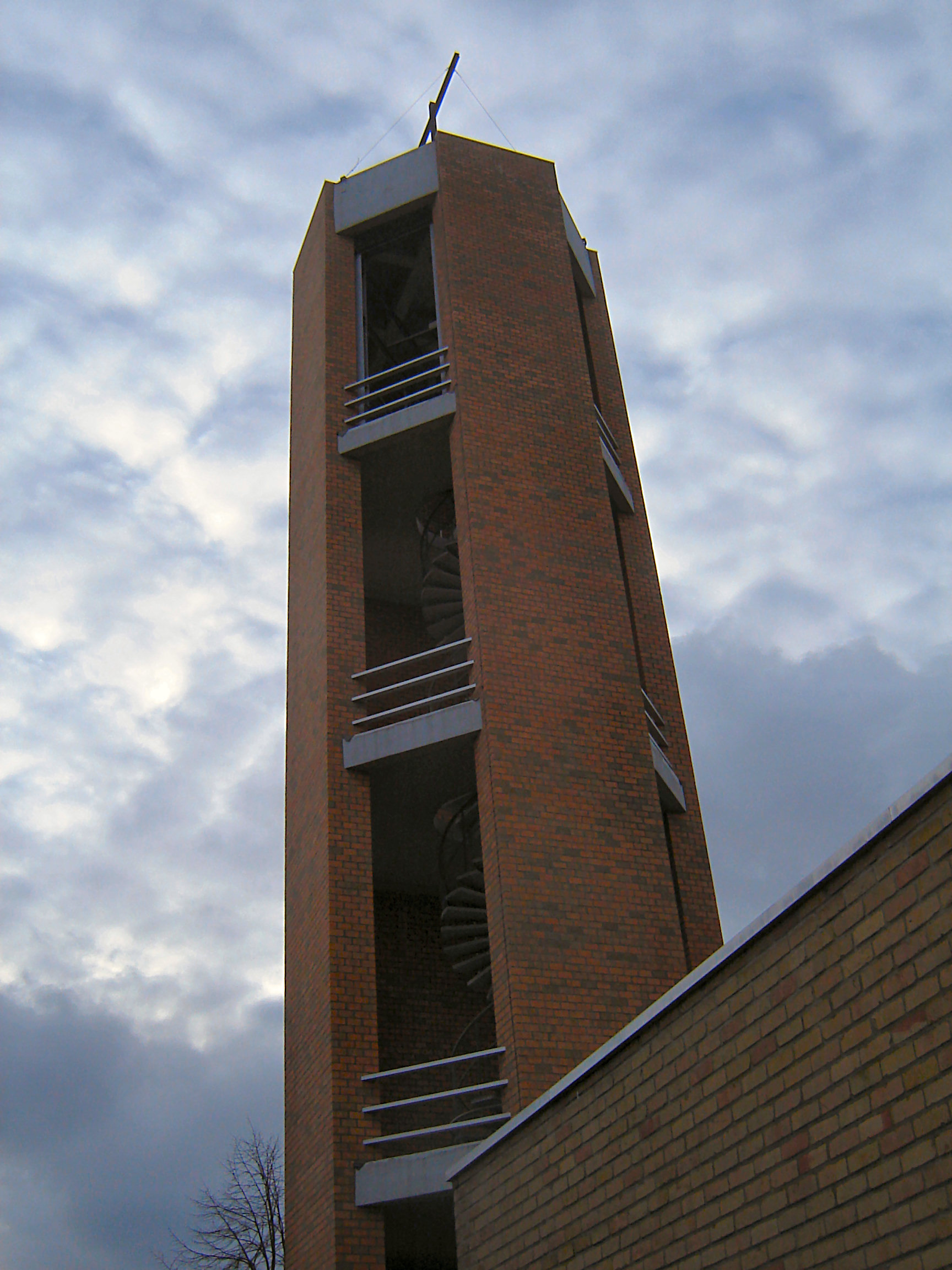
O.-L.-V.-ten-Hemel- Opgenomenkerk
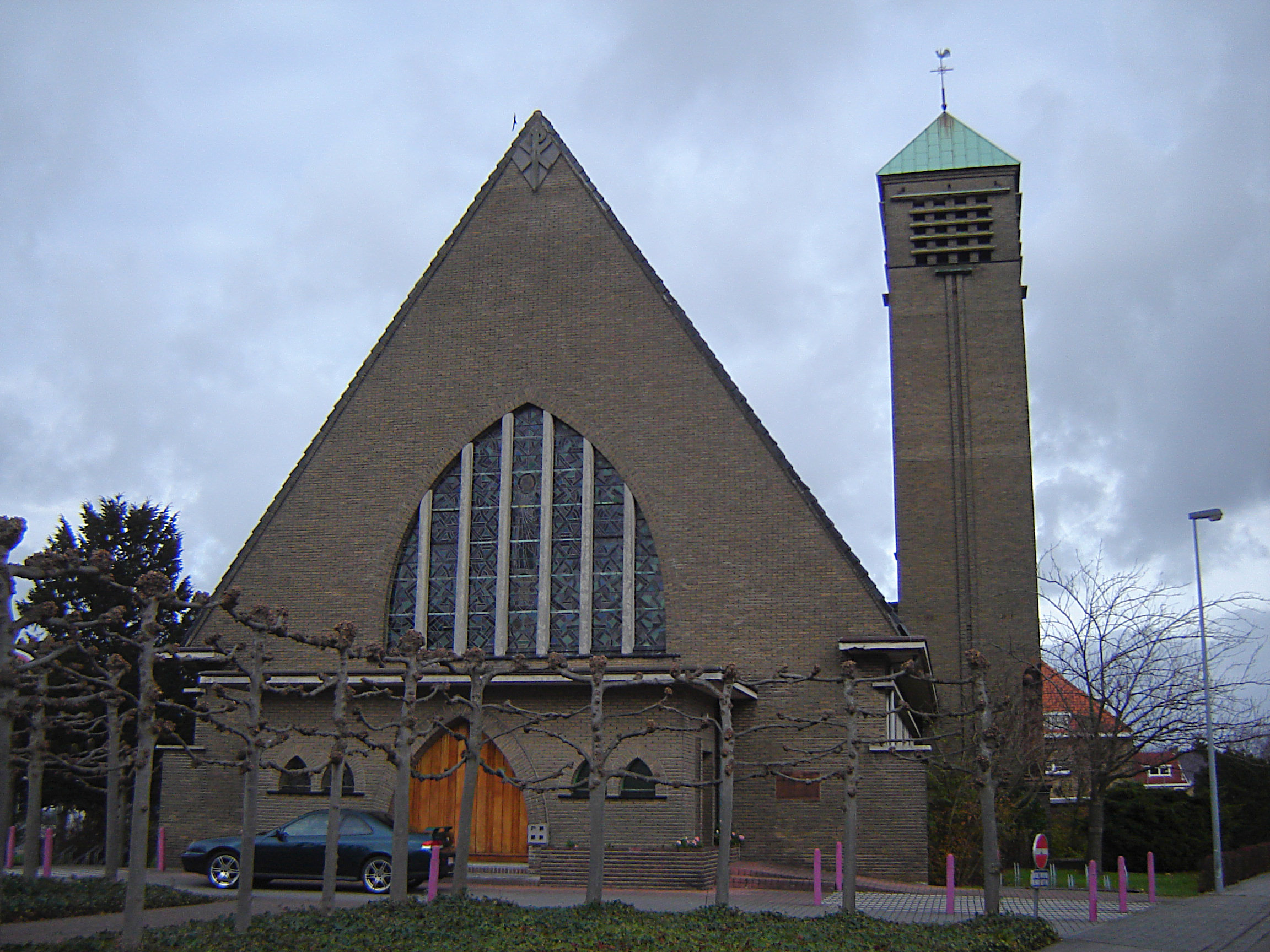
Sint-Jozef en Sint-Christoffelkerk
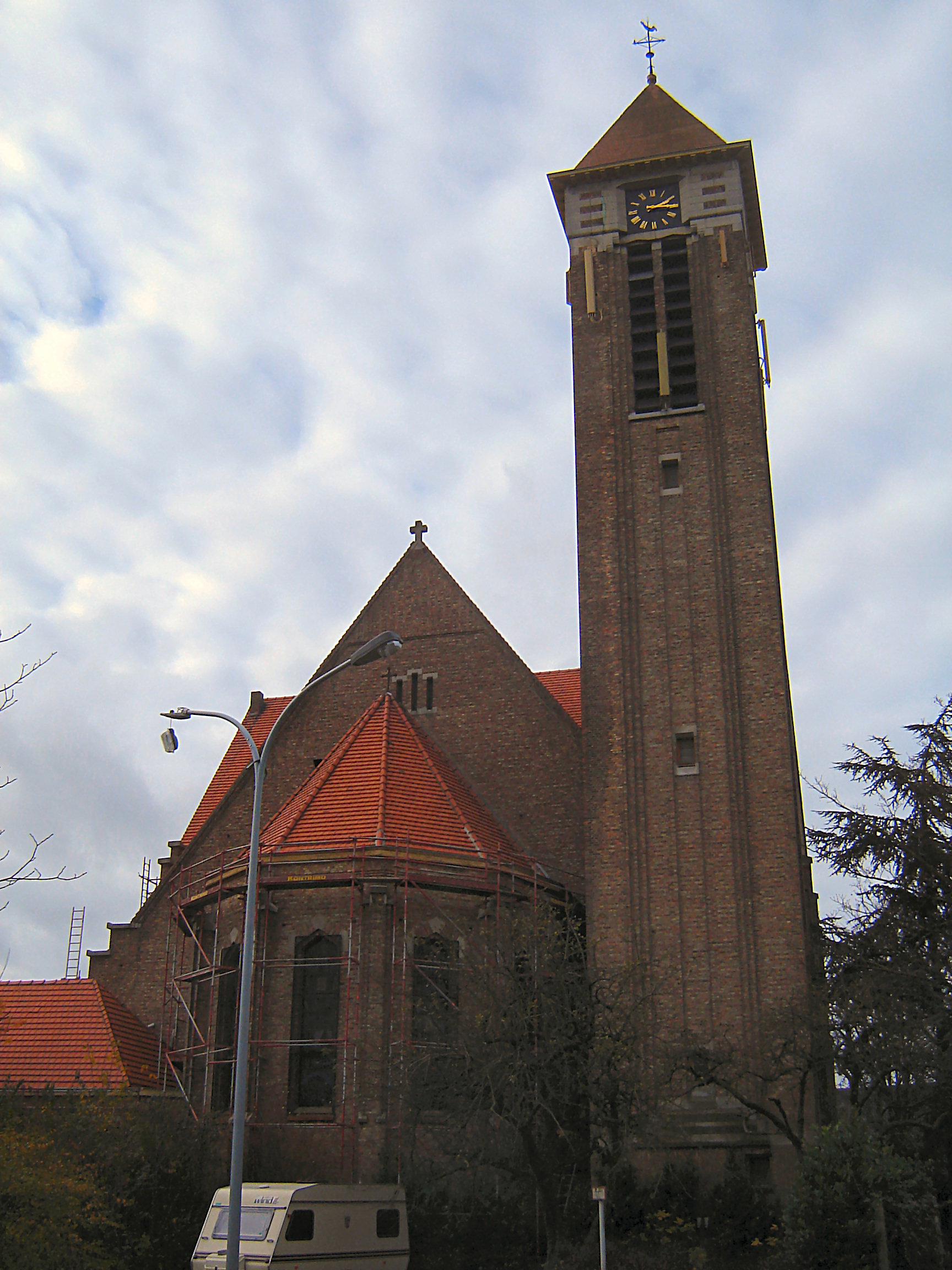
Sint-Katharinakerk
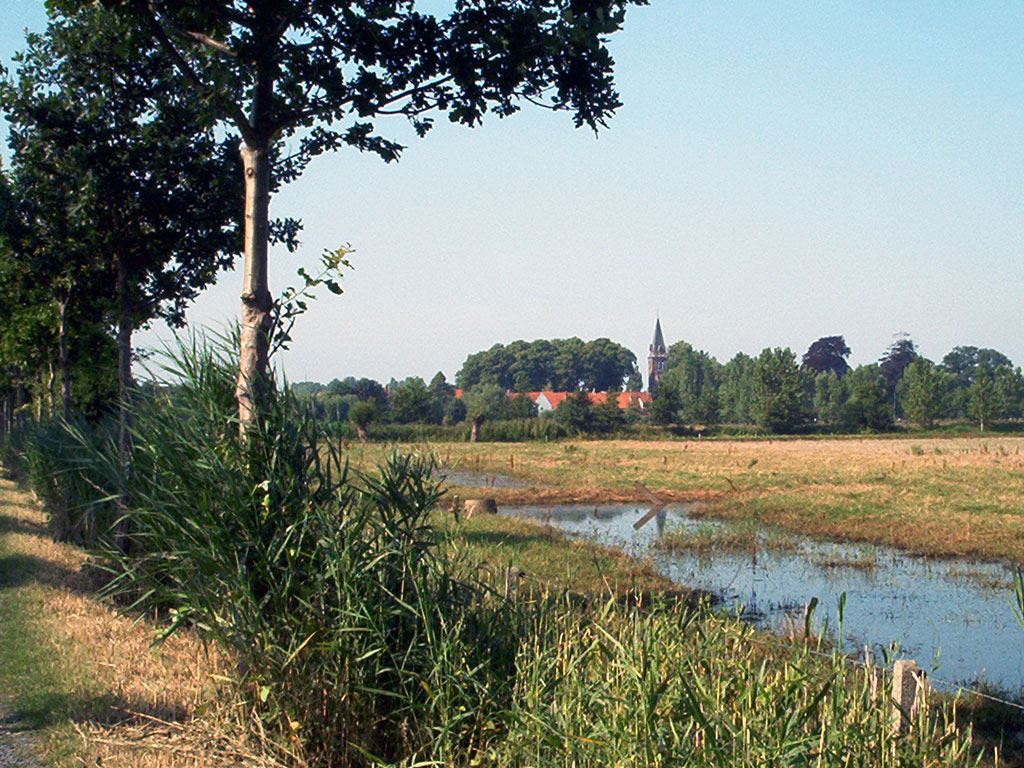
Assebroekse Meersen et l'église de Ver-Assebroek
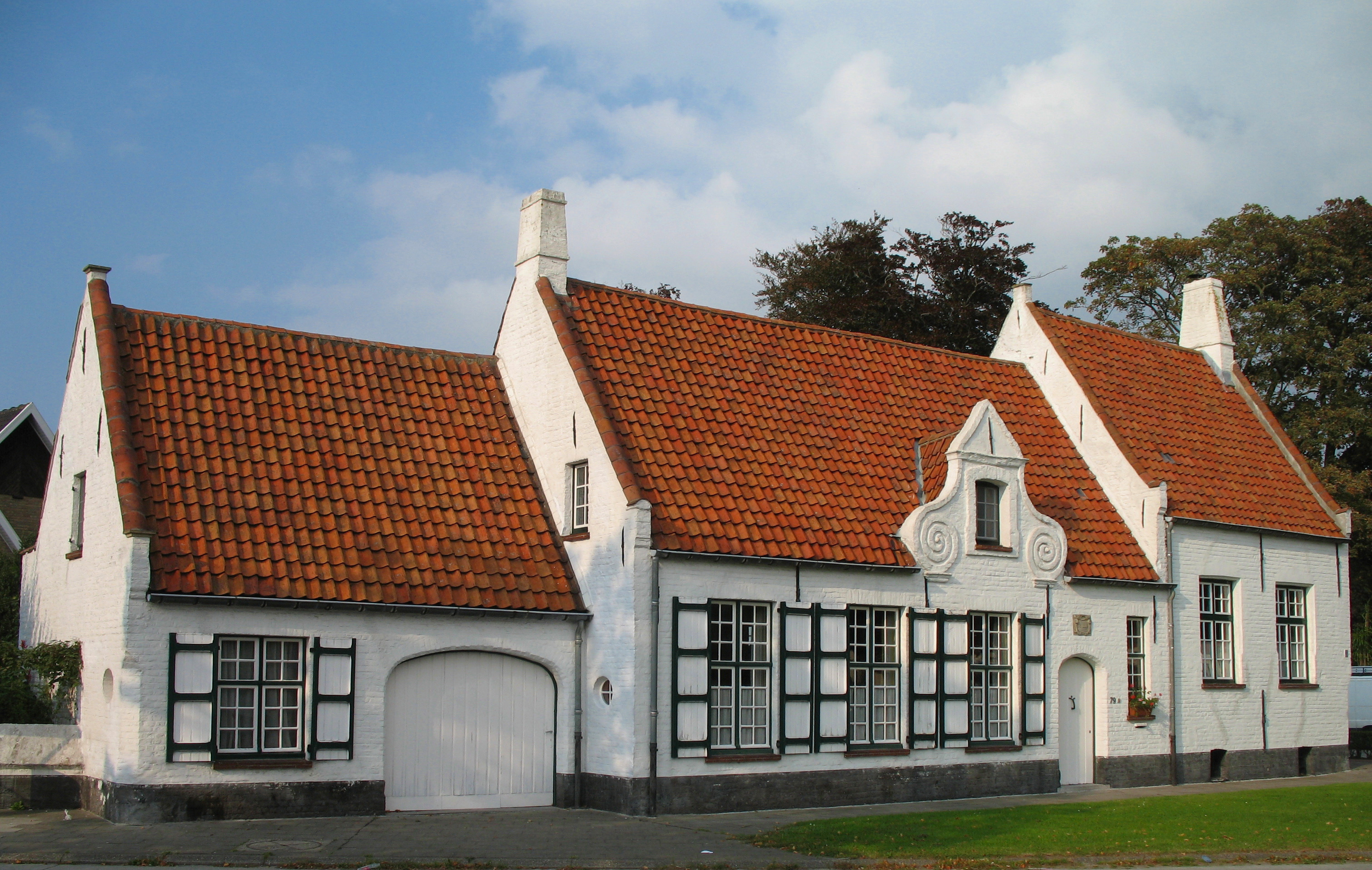
ancienne auberge De Lelie (ca. 1661)
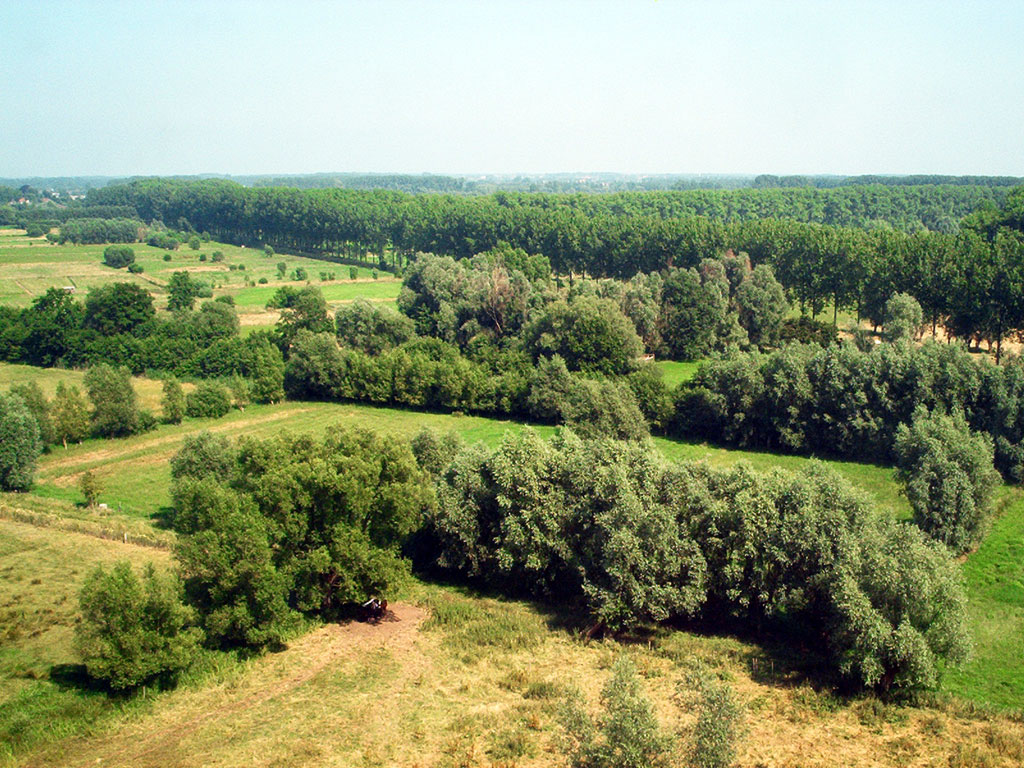
Assebroekse Meersen
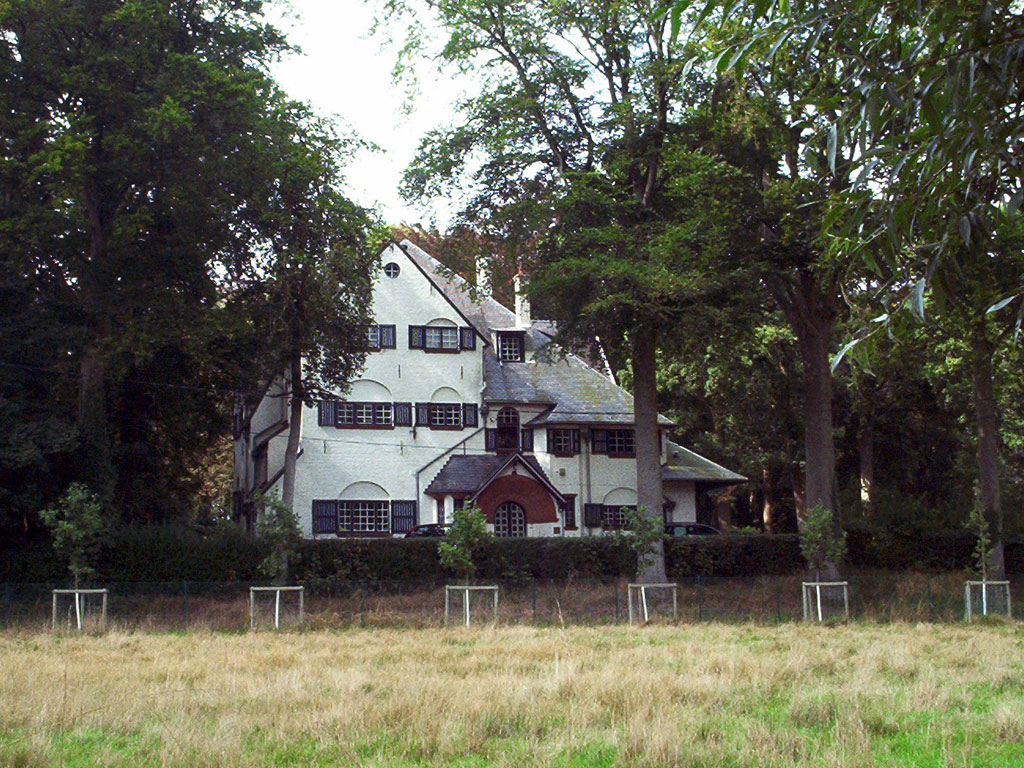
Le château Bergjesbos
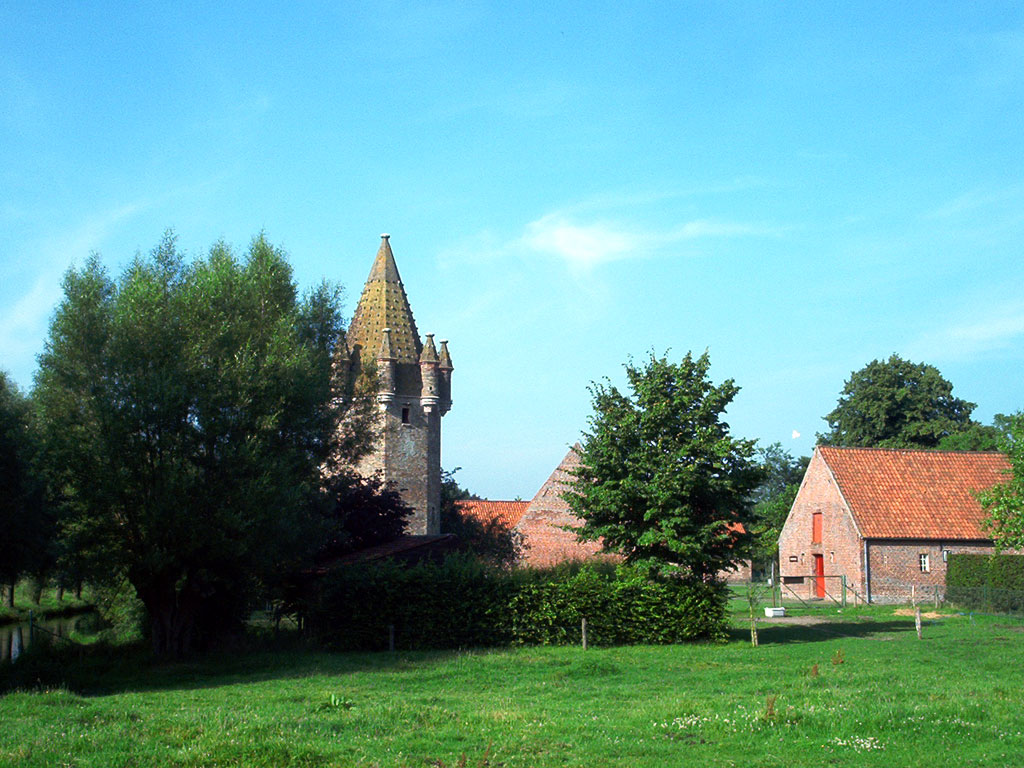
Ferme Les Sept Tourelles
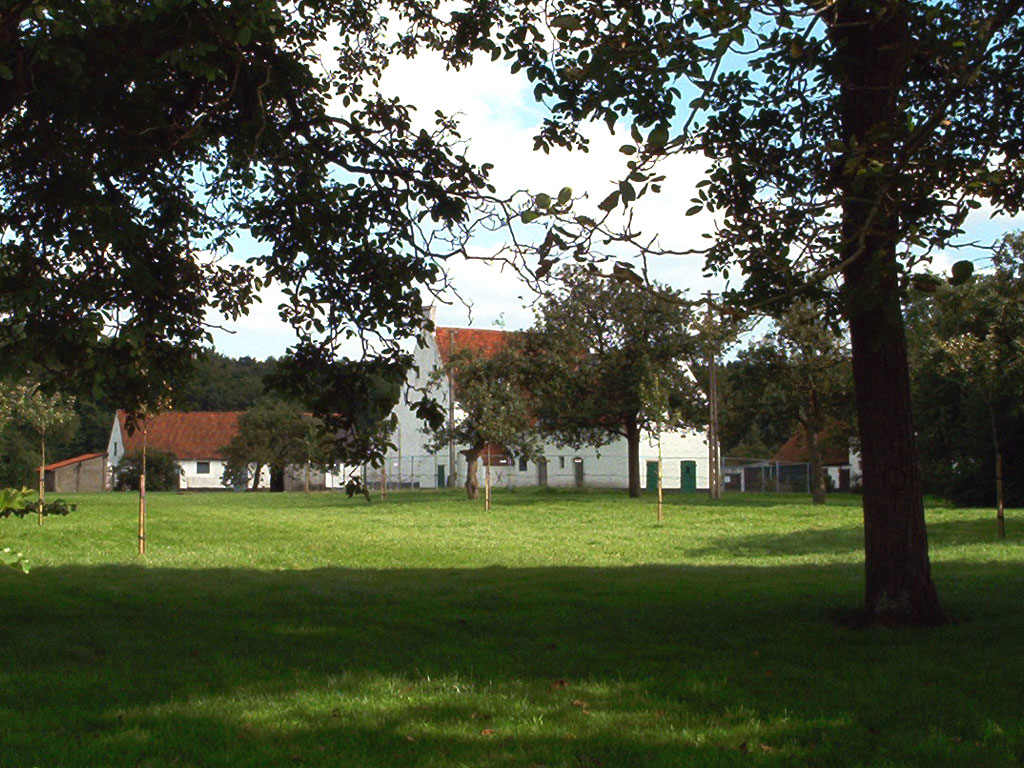
La ferme Saint-Trudo
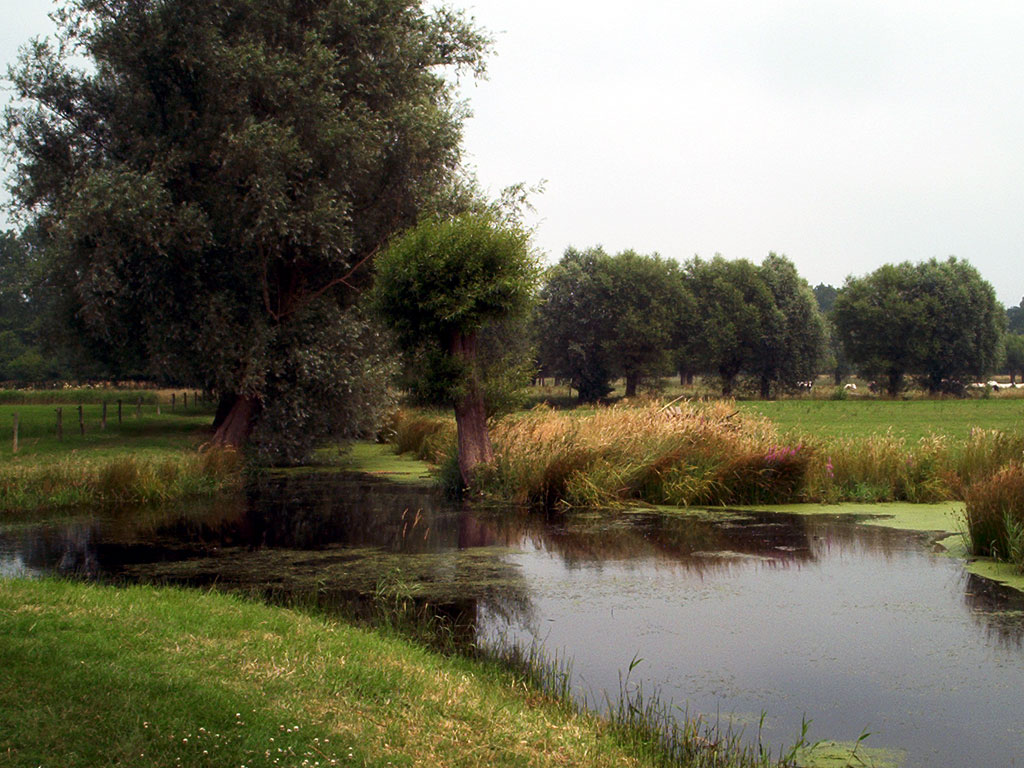
Gemene Weidebeek, un ruisseau
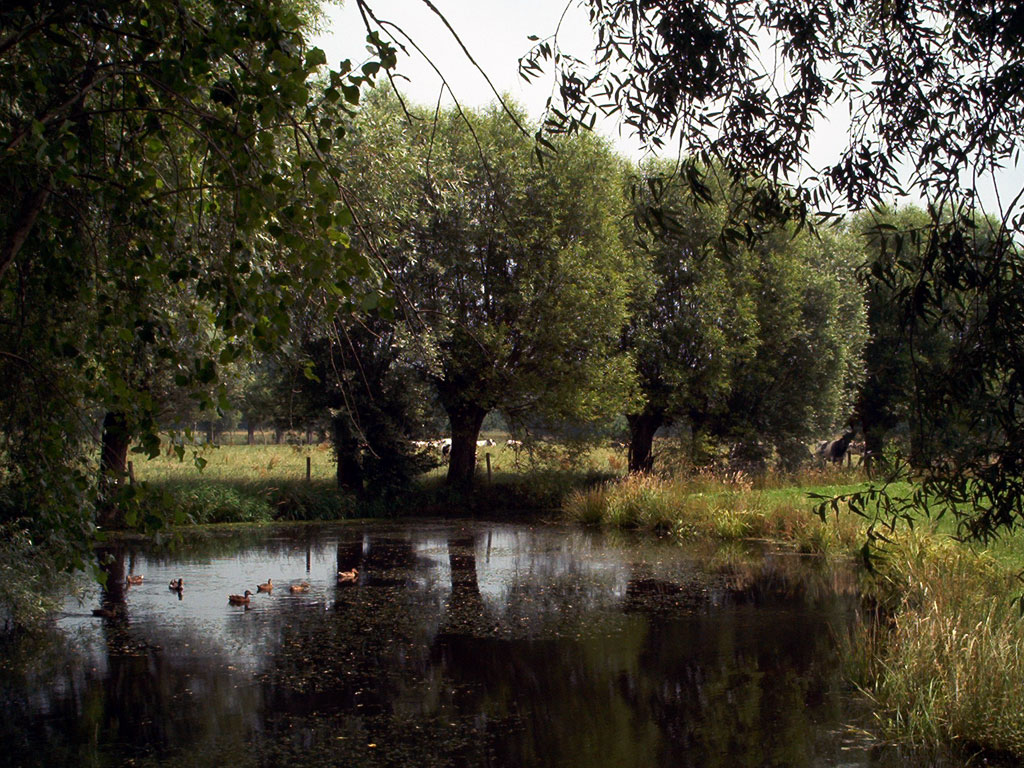
Gemene Weidebeek, un marais

### Sources et liens externes
- Notice dans un dictionnaire ou une encyclopédie généraliste :   - Gran Enciclopèdia Catalana
- Notices d'autorité :   - VIAF
  - BnF (données)
  - Israël
- (nl) Le site brugge.be
- (nl) Département monuments & paysages
- Le musée Gruuthuse

#### À bicyclette et à pied
- L'itinéraire des abbayes
- L'itinéraire Beverhoutsveld
- L'itinéraire piéton Meersen